# Hama Tuma
Hama Tuma, född 1949 i Addis Abeba, är en etiopisk författare och poet.
Hans böcker och artiklar är ofta av satirisk karaktär. Flera satiriska artiklar om etiopisk och afrikansk politik har samlats i bokserien African Absurdities. Hans böcker har översatts till franska, italienska och hebreiska. Sedan 1960-talet har han varit en etiopisk demokratiaktivist.